# Kubansk travare
Den kubanska travaren, eller Criollo de trote, är en hästras som utvecklats på ön Kuba i Västindien under 1800-talet. Rasen är mest känd för sin mycket jämna och flytande trav. Den kubanska travaren används främst inom jordbruket på Kuba och är en mycket lätthanterlig men energisk ras. Hästarna är ganska små med enbart 140-150 cm i mankhöjd och mörka färger som brun och svart är dominerande hos rasen. 

## Historia
De kubanska hästarna har utvecklats med hjälp av de berömda spanska hästarna som fördes till Amerika under 1500- och 1600-talet. Dessa hästar rymde sedan eller släpptes lösa på ön där de förvildades och utvecklades genom naturligt urval. När Kuba och de andra öarna i Västindien så småningom koloniserades efter att urinvånarna helt försvunnit från öarna, fångades de vilda hästarna in och avlades mer selektivt. Bland annat utvecklades den kubanska pasohästen, baserad på de hästar som naturligt hade extra gångarter. Så sent som 1974 började man även utveckla en enbart skäckfärgad ras med hjälp av amerikanska importer. Dessa hästar kallades Kubansk pinto och används främst som boskapshäst på ön. 
Den kubanska travaren utvecklades dock under 1800-talet strax före Amerikanska inbördeskriget (1861-1865) då man importerade kanadensiska hästar som skulle användas på sockerplantagerna på ön. De kanadensiska hästarna hade alltid varit berömda för sin utmärkta trav och när dessa sedan korsades med de spanskättade vilda hästarna på ön utvecklade man en ny ras som hade ärvt många egenskaper, bland annat traven och färgerna, från den kanadensiska hästen men med samma glöd som de spanska hästarna.

## Egenskaper
Den kubanska travaren är mest känd för sin trav som är mycket mjuk, fjädrande och elastisk. Hästarna är dock ganska små med en mankhöjd på ca 140-150 cm, och används mest till jordbruksarbete på Kuba då de är intelligenta, lätthanterliga och arbetsvilliga, men samtidigt är de mycket energiska och intelligenta. Hästarna förekommer i alla färger men mörka färger som svart eller brun är dominerande. 
Hästarna har en proportionerlig exteriör med ett litet till medelstort huvud med rak eller lätt utåtbuktande nosrygg och bred panna. Ögonen är stora och uttrycksfulla och käken är kraftig men muskulös. Öronen är små och rörliga och något breda längst ner mot basen. Nacken är medellång och muskulös medan ryggen är kort men stark. Svansen är relativt lågsatt hos hästarna och bärs ofta tätt intill kroppen. Överarmarna är korta men väl musklade och hovarna är ganska breda men tåliga. 